# 音椿 〜 the greatest hits of SHISEIDO 〜 紅盤
『音椿 〜 the greatest hits of SHISEIDO 〜 紅盤』（おとつばき・ザ・グレイテスト・ヒッツ・オブ・しせいどう・あかばん）は、2003年8月27日にソニー・ミュージックダイレクト/GT musicから発売されたコンピレーション・アルバム。

## 概要
資生堂のコマーシャルソングを集めたコンピレーション・アルバム。
ソニー・ミュージックの音源を中心に、全17曲を収録している。

## 姉妹盤
『音椿 〜 the greatest hits of SHISEIDO 〜 白盤』が東芝EMIより同時発売。

## 補足事項
松田聖子のみ、『紅盤』（風は秋色）『白盤』（裸足の季節）双方ともに楽曲が収録されている。

## 収録曲
1. 揺れるまなざし (3:46)　小椋佳
作詞・作曲:小椋佳、編曲:星勝
2. 春の予感 -I've been mellow- (3:09)　南沙織
作詞・作曲・編曲:尾崎亜美
3. 時間よ止まれ (4:28)　矢沢永吉
作詞:山川啓介、作曲:矢沢永吉
4. 夢一夜 (4:15)　南こうせつ
作詞:阿木燿子、作曲:南こうせつ、編曲:石川鷹彦
5. 燃えろいい女 (3:36)　ツイスト
作詞・作曲:世良公則、編曲:ツイスト・木森敏之
6. 風は秋色 (4:08)　松田聖子
作詞:三浦徳子、作曲:小田裕一郎、編曲:信田かずお
7. メイク23秒 (3:05)　桃井かおり
作詞:三浦徳子、作曲・編曲:筒美京平
8. A面で恋をして (3:13)　ナイアガラ・トライアングル
作詞:松本隆、作曲:大瀧詠一、編曲:多羅尾伴内
9. め組のひと (3:24)　ラッツ&スター
作詞:麻生麗二、作曲:井上大輔、編曲:井上大輔・ラッツ&スター
10. くちびるヌード (3:50)　高見知佳
作詞・作曲:EPO、編曲:清水信之
11. GO AWAY BOY (4:11)　プリンセス プリンセス
作詞・作曲:中山加奈子
12. 彼女とTIP ON DUO (3:52)　今井美樹
作詞:秋元康、作曲:上田知華、編曲:佐藤準
13. go for it! (4:16)　DREAMS COME TRUE
作詞:吉田美和、作曲:吉田美和・中村正人、編曲:中村正人
14. 咲き誇れ愛しさよ (3:29)　Wink
作詞:大黒摩季、作曲:織田哲郎、編曲:葉山たけし
15. これが私の生きる道 (3:18)　PUFFY
作詞・作曲:奥田民生
16. やさしい気持ち (3:28)　CHARA
作詞・作曲:Chara、編曲:渡辺善太郎
17. NEO UNIVERSE (4:09)　L'Arc〜en〜Ciel
作詞:hyde、作曲:ken、編曲:L'Arc〜en〜Ciel & Hajime Okano